# Kuźnica Podleśna
Kuźnica Podleśna – wieś w Polsce, położona w województwie śląskim, w powiecie będzińskim, w gminie Siewierz.
Wchodzi w skład sołectwa Warężyn.
Do 2024 r. miejscowość była częścią wsi Warężyn. W latach 1975–1998 Kuźnica Podleśna administracyjnie należała do województwa katowickiego. 
W okolicy  przebiega droga krajowa nr 86 będąca częścią Gierkówki. W okolicy istniała piaskownia "Kuźnica Warężyńska", zamknięta w 2005 roku. W jej miejscu utworzono zbiornik wodny Kuźnica Warężyńska.